# Pornography
《Pornography》是治疗乐队的第四张录音室专辑，由Fiction Records于1982年5月4日发行，也是乐队与新制作人Phil Thornalley合作的第一张专辑。在专辑录音期间，乐队实际上濒临崩溃，过量的药物使用、乐队内部冲突和主唱罗伯特·史密斯的抑郁症，使专辑的词曲变得更为沉重。《Pornography》标志着乐队自第二张专辑《Seventeen Seconds》开始的黑暗、阴郁阶段的结束。
在专辑发行后，贝斯手Simon Gallup离开了乐队，而乐队也开始尝试更为明亮、适合电台播放的新浪潮音乐。尽管在发行之初受到了评论家的批评，但《Pornography》依然是乐队迄今为止最受欢迎的专辑之一，在英国专辑排行榜上达到第8位，并被视为哥特摇滚发展历程中的一个重要里程碑。

## 曲目
| 曲序 | 曲目                | 时长 |
| ---- | ------------------- | ---- |
| 1.   | One Hundred Years   | 6:40 |
| 2.   | A Short Term Effect | 4:22 |
| 3.   | The Hanging Garden  | 4:33 |
| 4.   | Siamese Twins       | 5:29 |
| 5.   | The Figurehead      | 6:15 |
| 6.   | A Strange Day       | 5:04 |
| 7.   | Cold                | 4:26 |
| 8.   | Pornography         | 6:27 |